# Рассел Клайн
Рассел Уоррен Брент Клайн — мошенник (родился около 1965 года) основал Orion International в 1998 году, фирму по торговле иностранной валютой, базирующуюся в Портленде, штат Орегон. В 2003 году федеральный суд обвинил его в организации классической схемы пирамиды (Понци). Клайн признал себя виновным и был заключен в тюрьму USP Lompoc.

## История
Клайн был бывшим маляром из Бейкер-Сити, штат Орегон. В 1998 году он основал Orion International, специализирующуюся на торговле иностранной валютой через брокерскую компанию, базирующуюся в Лондоне. Они обещали доходность от 60 % до 200 % с очень небольшим риском из-за их сложных методов торговли.
В августе 2002 года Клайн уведомил своих клиентов, что потерял 97 % их денег, обвинив в неудачных сделках и типографских ошибках, и попросил дополнительные средства, чтобы вернуть деньги.
Его настоящие мотивы заключались в том, чтобы просто обмануть инвесторов, чтобы они дали ему много денег и незаконно использовали их для обогащения своей жизни. Значительная часть денег инвесторов была потрачена на:
- Дом у реки стоимостью 3 миллиона
- Семь домов стоимостью более 500000 долларов
- Звуковая система стоимостью 500000 долларов
- 42 роскошных автомобиля
- Частные самолёты и другие предметы роскоши
- Порнография на сумму 12000 долларов

Подсчитано, что более 600 человек вложили в Orion 27 миллионов долларов.
Бывшему валютному трейдеру, признанному виновным в мошенничестве над сотнями инвесторов, было приказано выплатить более 33 миллионов долларов в виде одного из самых крупных штрафов против человека, против которого подала в суд Комиссия по торговле товарными фьючерсами США.
Также было арестованно имущество сотрудников компании в рамках уголовного дела и обращенно взыскание. Пример дела о взыскании автомобиля у трейдера компании — Игоря Тощакова Civil No. 03-1539-MA о взыскании BMW X5 2001 года.
Однако один из обвинителей в уголовном деле против Рассела Клайна сказал, что приказ был «к сожалению, символической победой».
Клайн был приговорен к восьми годам тюремного заключения за мошенничество с инвестициями, которое он провел через Orion International, компанию, которую он основал в 1998 году и руководил ею до конца 2002 года.
В рамках сделки о признании вины в уголовном деле Клайн признал, что привлекал инвесторов через веб-сайт, брошюры и семинары, а затем ложно заявлял, что их деньги будут использоваться для торговли в иностранной валюте, обещая доход от более 60 % до 200 % в год.
Клайн был признан виновным в мошенничестве с использованием почты и отмывании денег после того, как признал себя виновным в окружном суде США в Портленде. Ему также было приказано выплатить 14,9 миллиона долларов в качестве компенсации.
Прокурор США Карин Иммергут заявила после вынесения приговора, что «жизни жертв были разрушены, пенсии потеряны, фонды колледжей уничтожены и банкротства реализованы» из-за инвестиционной аферы.
В отдельном гражданском иске, поданном в мае 2003 года, CFTC присоединилась к Департаменту потребительских и деловых услуг штата Орегон, чтобы подать в суд на Клайна и его компанию за мошенничество.
Окружной судья США Гарр Кинг подписал окончательное постановление по делу в прошлом месяце, и комиссия объявила об этом в четверг в Вашингтоне.
Кинг приказал Клайну выплатить почти 16,6 миллиона долларов в качестве возмещения ущерба и штраф в размере 16,6 миллиона долларов.
В пресс-релизе Грегори Мочек, директор комиссии по обеспечению соблюдения закона, назвал мошенничество «массовым финансовым мошенничеством», в котором было задействовано более 40 миллионов долларов.
Помощник прокурора США Аллан Гартен, который преследовал Клайна по уголовному делу, заявил в четверг, что маловероятно, что большая часть денег будет возвращена, потому что Клайн потратил так много на азартные игры, проституток и дорогие автомобили.
«Между CFTC, Клайном и Орионом было много споров, но это было похоже на выдавливание крови из репы», — сказал Гартен.
Судья также вынес постоянный судебный запрет против Клайна, который запрещает ему прямо или косвенно торговать товарными фьючерсными контрактами, опционами на товарные фьючерсные контракты и транзакциями в иностранной валюте, подпадающими под юрисдикцию CFTC.
8 мая 2003 года федеральный суд заморозил все активы Клайна и предотвратил уничтожение любых документов в Orion. Ему было предъявлено обвинение вместе с другими сотрудниками Orion, в том числе Самантой Ворачит, Эйприл Даффи и Нэнси Хойт. В мае 2004 года федеральному суду предъявили обвинение Клайну по 39 пунктам обвинения в отмывании денег и мошенничестве. Нарушив свое предварительное освобождение, он был арестован за хранение метамфетаминов в декабре и помещен в тюрьму округа Малтнома.
7 сентября 2004 года Даффи, Хойту и Ворачиту было предписано выплатить более 1,3 миллиона долларов в качестве компенсации обманутым клиентам и штрафов. Трое обвиняемых согласились с приказом, не признавая и не отрицая своей вины, и, кроме того, были навсегда отстранены от торговли фьючерсными контрактами.
В июле 2005 года Клайн признал себя виновным в федеральном суде по двум пунктам обвинения в мошенничестве с почтовыми и телеграфными сообщениями и одному пункту обвинения в отмывании денег, признав, что обманул инвесторов на сумму не менее 16 миллионов долларов. 6 февраля 2006 года Клайн был приговорен к 8 годам и 1 месяцу заключения в федеральном исправительном учреждении Ла-Туна в Энтони, штат Техас. Приговор был максимальным согласованным, в котором Клайн не будет обжаловать свое дело. Окружной судья США Гарр Кинг сказал, что он бы вынес более длительный приговор, посчитав, что Клайн солгал суду и, как правило, не сотрудничал, если бы не его признание вины. Клайну также было предписано выплатить более 33 миллионов долларов в качестве компенсации.
Он был освобожден 30 марта 2012 года.года.
По имеющимся данным, Рассел Клайн был снова арестован в 2015 году и в то время также разрабатывал новые инвестиционные схемы.